# بوريس ريباكوف
بوريس ألكسندروفيتش ريباكوف (بالروسية:Бори́с Алекса́ндрович Рыбако́в ؛ 03 يونيو 1908 - 27 ديسمبر 2001) عالم آثار سوفيتي روسي وباحث في الثقافة السلافية وتاريخ روسيا القديمة، عضو في أكاديمية العلوم الروسية (1991 ؛ عضو كامل في أكاديمية العلوم في اتحاد الجمهوريات الاشتراكية السوفيتية منذ عام 1958). بطل العمل الاشتراكي (1978). واحدة من أكثر الشخصيات نفوذا في تاريخ السوفيتي.

## الأوسمة والجوائز
- بطل العمل الاشتراكي (1978)
- وسام "من أجل الاستحقاق للوطن"، الدرجة الثالثة (31 مايو 1998) - للخدمات المقدمة للدولة، مساهمته الشخصية الكبيرة في تطوير العلوم الوطنية وتدريب الكوادر العلمية.
- ثلاثة أوامر لينين (1968، 1971، 1978)
- وسام ثورة أكتوبر (1975)
- وسام راية العمل الحمراء (1945)
- وسام وسام الشرف (1953)
- وسام الصداقة بين الشعوب (1988)
- جائزة لينين (1976)
- اثنان جوائز ستالين (1949، 1952)
- وسام "إحياءً للذكرى الـ 1500 لكييف" (1982)
- جائزة جريكوف
- عضو في الأكاديمية الروسية للعلوم
- عضو فخري في تشيكوسلوفاكيا، البولندية والأكاديمية البلغارية للعلوم
- أستاذ فخري في جامعة موسكو
- دكتوراه في العلوم التاريخية، جامعة موسكو الحكومية
- الدكتوراه الفخرية من جامعة جاجيلونيان في كراكوف